# Fei Cheng
Cheng Fei (Xinès simplificat:程菲) (Huangshi, Hubei, Xina, 28 de maig de 1988 -), és una gimnasta xinesa, especialista en sòl i salt.

## Carrera gimnàstica

### Campionats del Món
La gimnasta ha participat en tres campionats del Món representant Xina.
El seu primer mundial va ser el Campionat Mundial de Gimnàstica de 2005 (Austràlia) on va donar el gran salt com gimnasta quedant primera en poltre amb una puntuació de 9,656.
L'any següent, en el Campionat Mundial de Gimnàstica de 2006, celebrat en Aarhus (Dinamarca) i estrenant el nou codi de puntuació va aconseguir portar-se tres ors. Va quedar primera per equips (182,200), primera en sòl (15,875) i primera en salt (15,712).
El seu últim mundial va ser el Campionat Mundial de Gimnàstica de 2007 disputat en Stuttgart (Alemanya), on va aconseguir aquesta vegada la segona posició per equips (183.450), per darrere del seu gran rival EUA però, així i tot, assegurant-se la participació en els Jocs Olímpics de Pequín 2008. Va aconseguir revalidar el seu títol en salt (15.935) i tan sol va poder ser finalista en la final de sòl després de sortir-se en l'última diagonal impedint-li així la possibilitat d'aconseguir alguna medalla.

### Jocs Olímpics
La gimnasta Xina ha participat en dues Olimpíades.
En els Jocs Olímpics d'Atenes 2004 va formar part de l'equip Xinès amb Ye fan, Ja li, Li Lin, Tiantian Wang i Nan Zhang, i aconseguint un 6è lloc en la final per equips i va aconseguir donar la sorpresa en la final de sòl obtenint un meritori 4t lloc (9,412) darrere de Catalina Ponor, Daniela Sofronie i Patricia Moreno.
En els JJ.OO de Beijing 2008 la sort no va estar de la seva part. Encara que va aconseguir el triomf de la Xina en la final per equips amb els seus compatriotes Linlin Deng, Kexin He, Yuyuan Jiang, Shanshan Li i Yilin Yang (188.900), per davant d'EE.UU (186.525) que va quedar segon i Romanía (181.525) tercer i va donar la sorpresa en barra d'equilibris aconseguint la medalla de bronze en la final (15.950) tan sol per darrere de les dues nord-americanes: Shawn Johnson 16.225 (primera) i Nastia Liukin 16.025 (segona), no va tenir la mateixa sort en les quals són les seves dues grans especialitats. En la final de poltre, on partia com la gran favorita, va fallar en un dels seus dos salts i tan sol va poder obtenir la tercera posició (16,075), per darrere de la sud coreana Un Jong Hong (primera) i de l'alemanya Oksana Chusovitina (segona). Finalment en l'aparell de sòl tan sol va poder obtenir el diploma olímpic després de caure en l'última diagonal (14,550) impossibilitant-la la lluita per les medalles.
Després dels JJOO Cheng Fei va anunciar la seva retirada de l'alta competició.

### Uns altres
També ha aconseguit altres títols de menor importància: com el primer lloc en salt en la final de la Copa del Món en Sao Paulo (2006) i els dos primers llocs en salt i sòl el la Copa del Món de Lió amb una puntuació de 14,987 i 14,975, respectivament. També ha aconseguit diferents triomfs en els Jocs Asiàtics i en els campionats estatals de la Xina (el seu país natal)

## 2011
A inicis d'any Cheng Fei anunciava la seva volta a la gimnàstica i ja se li va poder veure participar en els Campionats Nacionals de la Xina on va aconseguir la segona posició en la final de salt.